# Katz Sándor
Katz Sándor (Bonyhád, 1975. január 4. –) Lendület ösztöndíjas részecskefizikus, az MTA rendes tagja. Az Eötvös Loránd Tudományegyetem Fizika Intézetének igazgatója, illetve az Elméleti Fizikai Tanszék tanszékvezető egyetemi tanára. 

## Tanulmányai
Középiskoláját szülővárosában, a Bonyhádi Petőfi Sándor Gimnáziumban végezte el, ahol a matematikát édesapja, id. dr. Katz Sándor tanította neki. 1993-ban a matematika OKTV-n 4. helyezést ért el, míg fizikából 2. lett, így képviselhette Magyarországot az 1993-as Nemzetközi Fizikai Diákolimpián, ahol egyéniben aranyat, csapatban ezüstérmet nyert.
Doktori fokozatát 2001-ben védte meg az ELTE-n, Fodor Zoltán témavezetése mellett. A doktori értekezés címe: "Astroparticle physics signals beyond the Standard Model". Ezt követően 2001–2003 között a hamburgi DESY intézet, 2003–2005 között pedig a németországi Wuppertali Egyetem posztdoktori kutatója volt. 2006-tól az ELTE oktatója, 2012-től egyetemi tanári pozícióban.

## Szakmai tevékenysége
Kutatói munkáját az alábbi témakörök területén végzi: a plazma alkotóelemei közti kölcsönhatások, a hadronok és a kvark-gluon plazmává történő átalakulás elmélete, kvantum-színdinamika, rácstérelmélet. Nevezetes eredménye, hogy egy igen pontos tárgyalását adta a korai Univerzumban lezajlott kvark-hadron átmenetnek a rácstérelmélet módszerével.
2012-ben a Lendület program keretében kutatócsoportot alapított „A protonok, neutronok és a kvark-gluon plazma közti átmenet tulajdonságainak vizsgálata” témájában, „Rácstérelmélet Lendület csoport” névvel az Eötvös Loránd Tudományegyetem Természettudományi Kari Fizikai Intézetének Elméleti Fizikai Tanszékén.
2016-ban az MTA legfiatalabb levelező tagja lett, 2022-ben rendes taggá választották.

## Díjai, elismerései
- Lendület ösztöndíj (2012)[8]

### Személyes weboldalak
- ELTE Fizikai Intézet. fizika.elte.hu. [2018. december 6-i dátummal az eredetiből archiválva]. (Hozzáférés: 2018. december 6.)
- Katz Sándor - ODT Személyi adatlap. doktori.hu. (Hozzáférés: 2018. december 6.)

### Ismeretterjesztés
- A titokzatos részecske nyomában a magyar kutatók (Interjú Katz Sándorral). Infostart.hu. (Hozzáférés: 2018. december 6.)
- Gábor, Stöckert: Az ősrobbanás csak pukkanás volt az ELTE kutatói szerint (magyar nyelven). index.hu, 2006. december 4. (Hozzáférés: 2018. december 6.)
- Katz Sándor: A kvantum-színdinamika fázisdiagramjának vizsgálata. MTA Videotorium, 2013. december 18. (Hozzáférés: 2018. december 6.)